# Paysandú
Paysandú je město v západní části Uruguaye. Je to hlavní město stejnojmenného departementu. Leží na březích řeky Uruguay, která tvoří hranici s Argentinou. Nachází se 378 kilometrů severozápadně od Montevidea, hlavního města země. Podle sčítání z roku 2011, je Paysandú 4. největší město v Uruguayi. Severně od města stojí Most generála Artigase, spojující Uruguay s argentinskou provincií Entre Ríos.

## Historie
Město bylo založeno v říjnu 1756 a dostalo status "Villa" ještě před získáním nezávislosti Uruguaye. 8. července 1863, bylo Paysandú povýšeno na "Ciudad" (velkoměsto).

## Ekonomika
Mezi hlavní průmyslové podniky ve městě patří pivovar Norteña, cukrovar Azucarlito, dále továrny na zpracování vlny a kůže. Paysandú je také centrem pro pěstování eukalyptu.

## Galerie

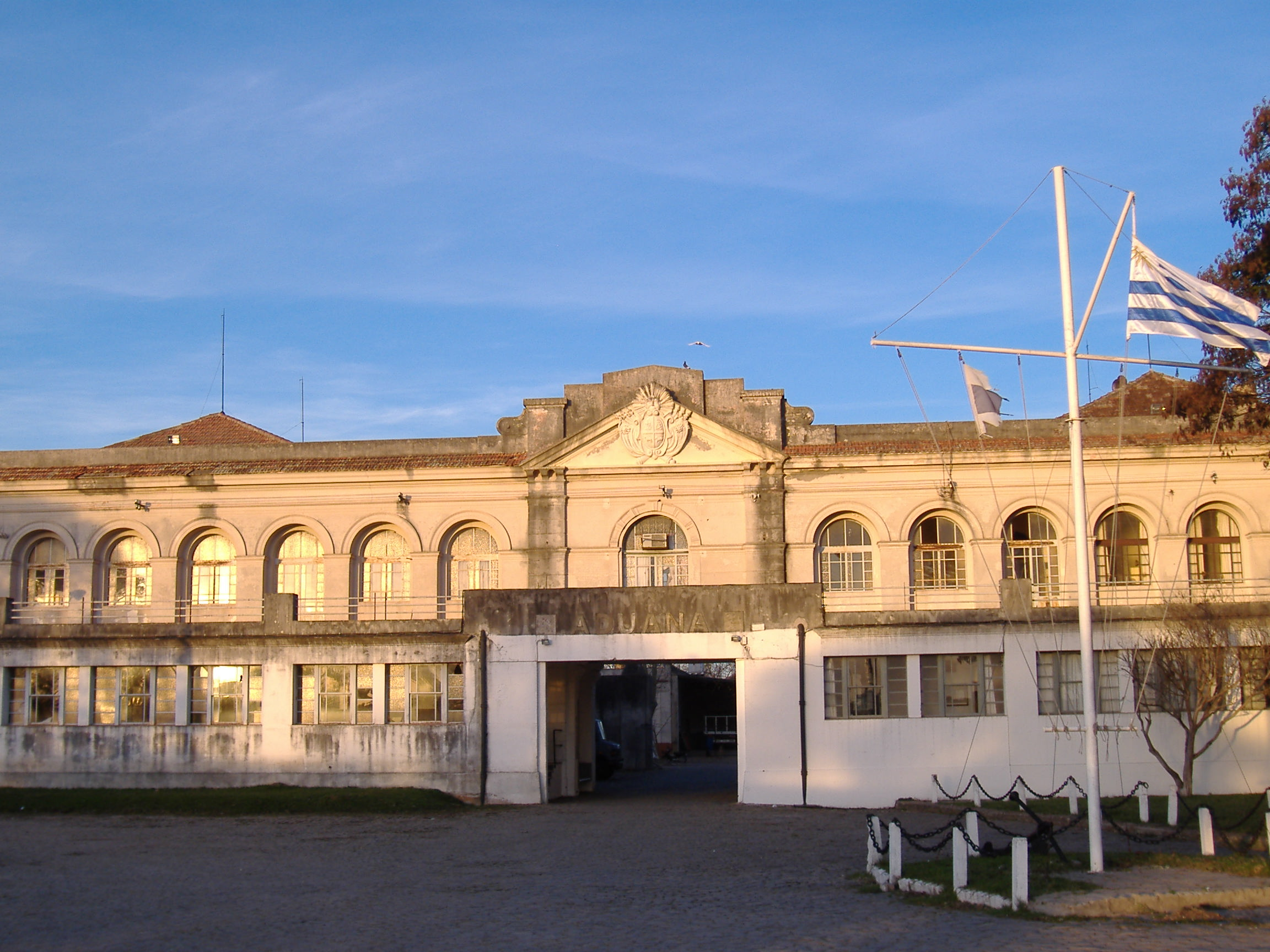
Městský přístav
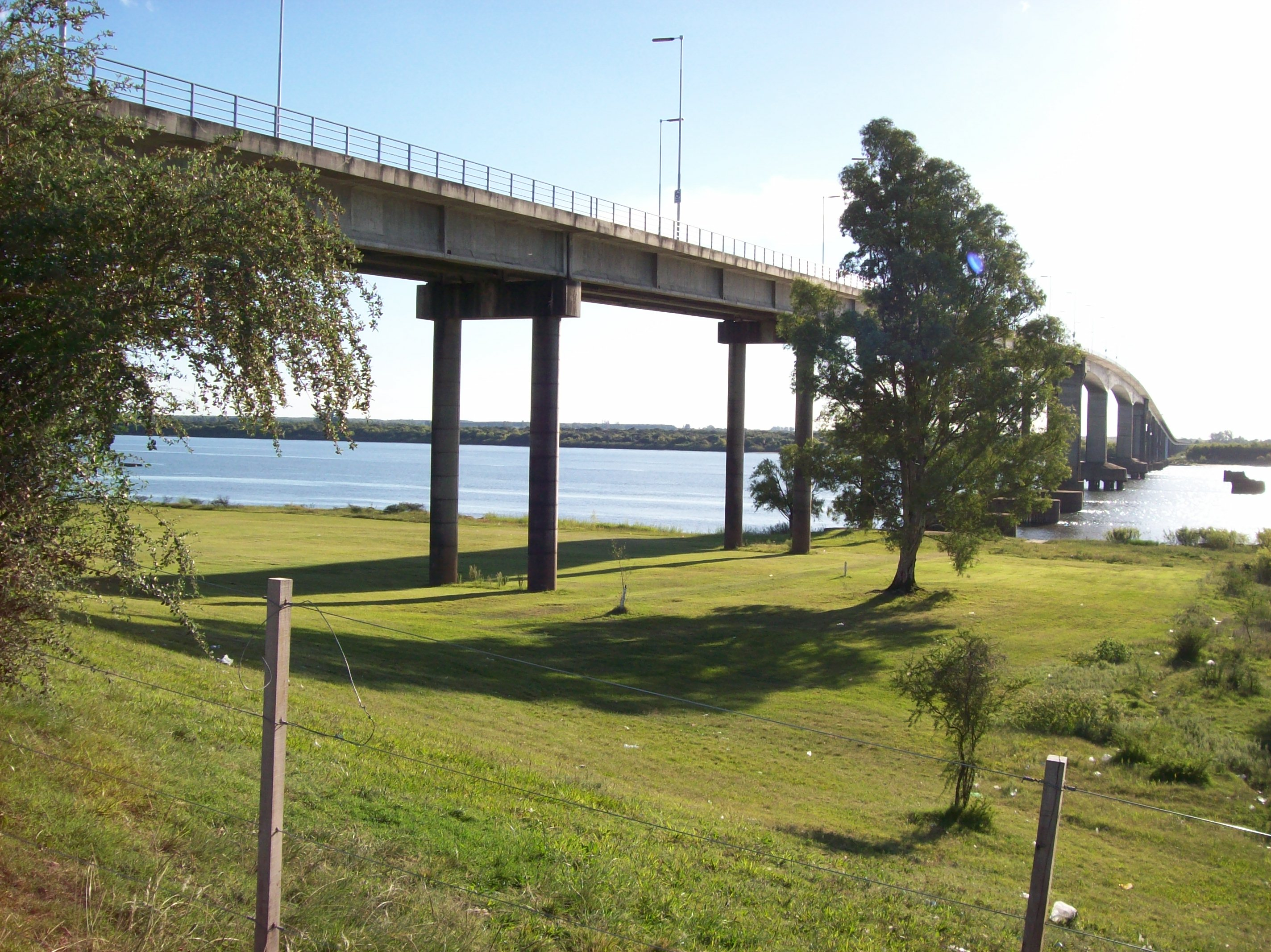
Most generála Artigase
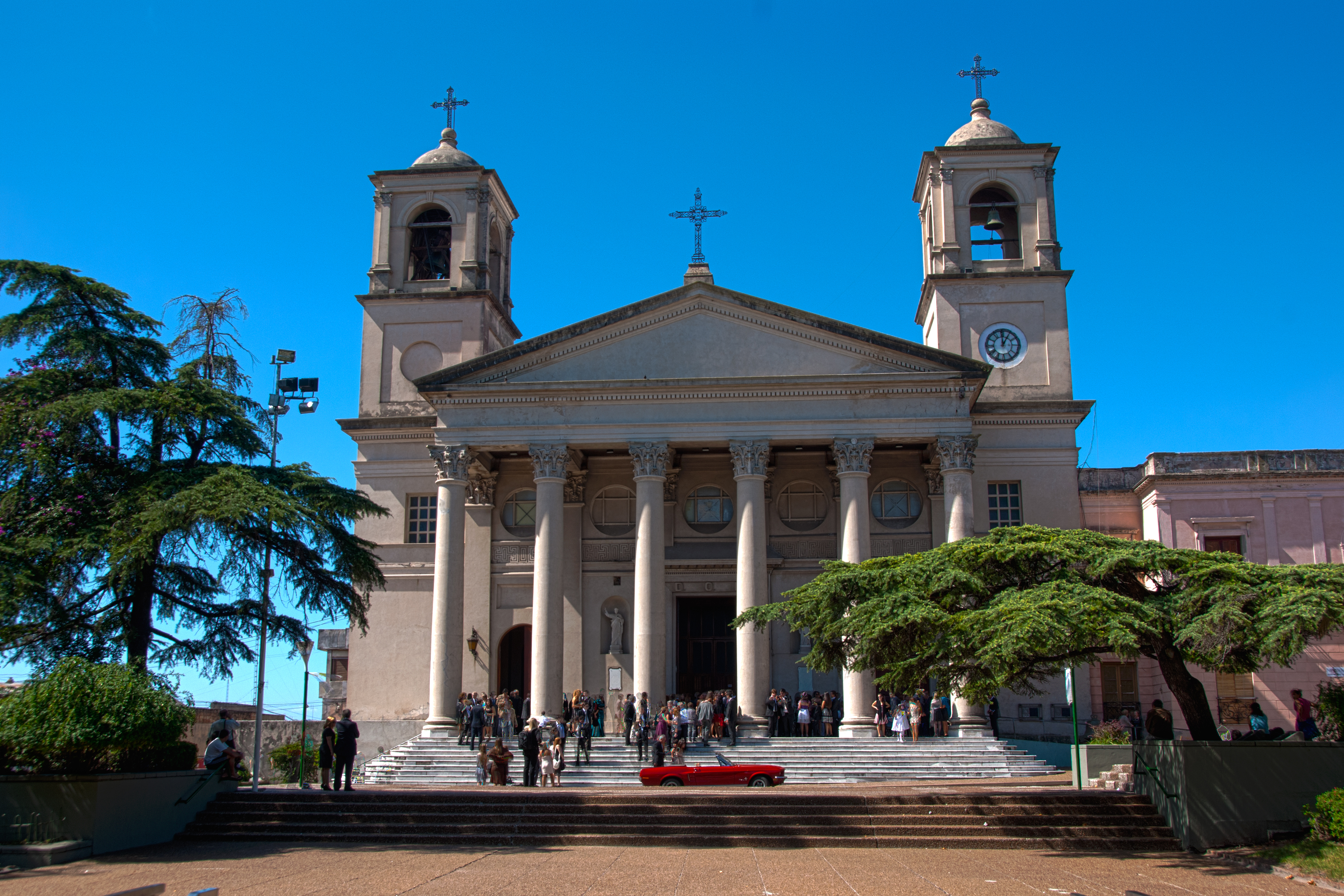
Bazilika
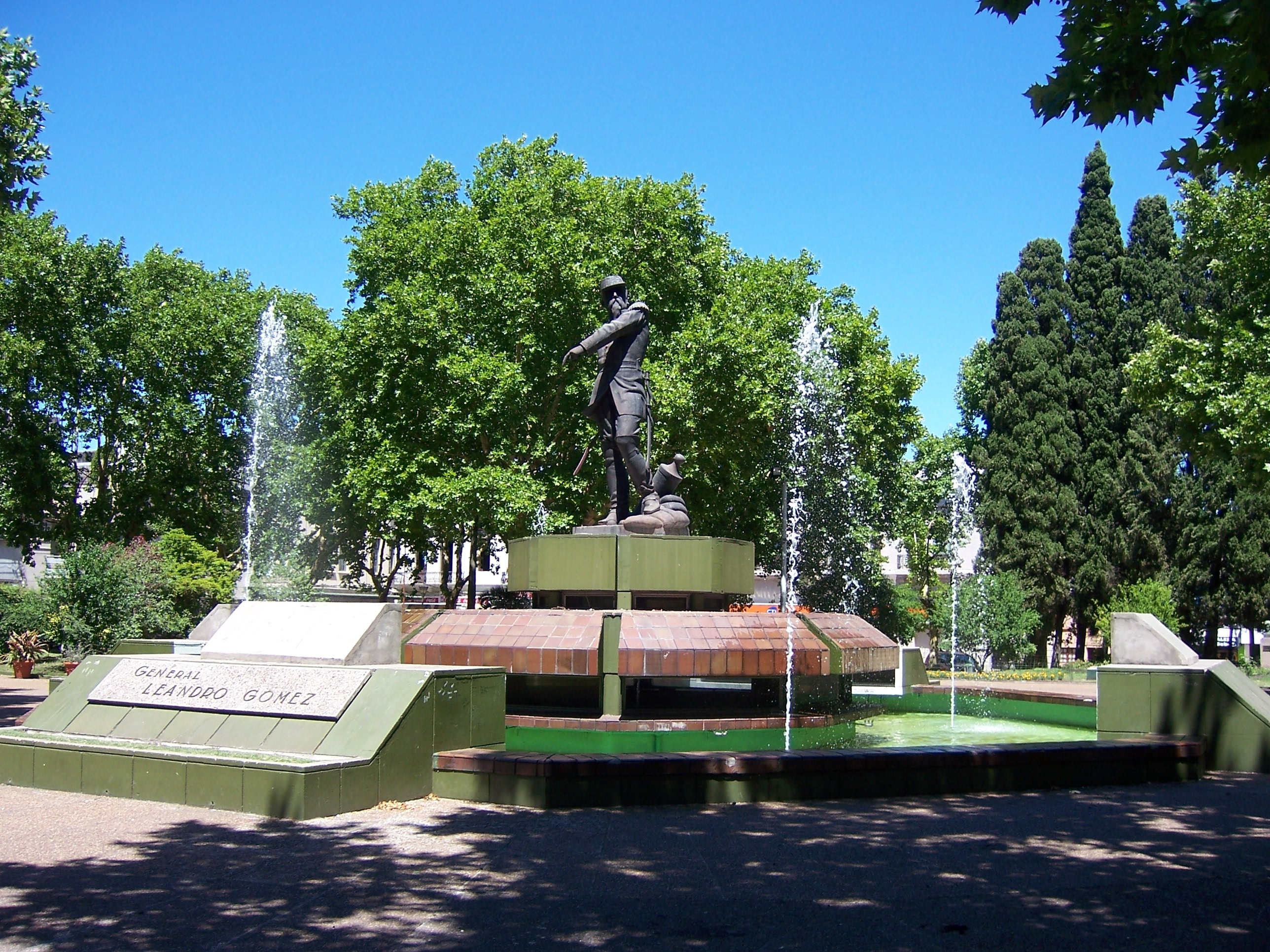
Socha Leandera Goméze

## Partnerská města
- Hellín, Španělsko
- Muscatine, USA
- Smara, Západní Sahara